# Ottó Temesvári
Ottó Temesvári, né le 9 décembre 1934, à Szob, en Hongrie, est un ancien joueur hongrois de basket-ball. C'est le père d'Andrea Temesvári